# Lepthoplosternum pectorale
Lepthoplosternum pectorale är en fiskart som först beskrevs av Boulenger, 1895.  Lepthoplosternum pectorale ingår i släktet Lepthoplosternum och familjen Callichthyidae. Inga underarter finns listade i Catalogue of Life.